# Anass Aït El Abdia
Anass Aït El Abdia (21 de marzo de 1993) es un ciclista marroquí que compite con el equipo Sidi Ali-Unlock Team.

## Palmarés
2014
- 1 etapa de la Vuelta a Marruecos

2015
- Challenge du Prince-Trophée de la Maison Royale
- 3.º en el Campeonato de Marruecos Contrarreloj

2016
- Campeonato de Marruecos en Ruta

2017
- Vuelta a Marruecos

2022
- 1 etapa del Tour de Sharjah
- 2.º en el Campeonato de Marruecos en Ruta

2025
- 2.º en el Campeonato de Marruecos en Ruta

## Resultados en Grandes Vueltas y Campeonatos del Mundo
Durante su carrera deportiva consiguió los siguientes puestos en las Grandes Vueltas y en los Campeonatos del Mundo en carretera:
| Carrera         | Carrera         | 2016 | 2017 | 2018 | 2019 | 2020 | 2021 |
| --------------- | --------------- | ---- | ---- | ---- | ---- | ---- | ---- |
|                 | Giro de Italia  | —    | —    | —    | —    | —    | —    |
|                 | Tour de Francia | —    | —    | —    | —    | —    | —    |
|                 | Vuelta a España | —    | Ab.  | —    | —    | —    | —    |
| Mundial en Ruta | Mundial en Ruta | 22.º | —    | —    | —    | —    | —    |

—: no participa

Ab.: abandono